# 青阳路
青阳路是安徽省合肥市蜀山区的一条南北向次干道，得名自青阳县。道路北起清溪路，经长岗路、史河路、淠河路、长江西路后止于贵池路。沿路有颐和佳苑小学东校区、安徽中医药大学第三附属医院、合肥体育运动学校等。五里墩街道下辖青阳路社区即是以此路为名。

## 轨道交通
- █ S1线：史河路⇄五里墩